# Нивелир (система)
Нивелир (Нивелир спутники) — российский проект по созданию серии спутников-инспекторов, предназначенных для наблюдения и проведения ремонтных работ других спутников на орбите Земли. Реализован по контракту от 2011 года «ЦНИИХМ» по заказу ГНТЦ «Гарант». Индекс 14K167.
Всего по проекту было запущено 4 спутника. Первые три — «Космос-2491», «Космос-2499» и «Космос-2504» — были запущены в качестве попутчиков с тремя спутниками связи на ракете-носителе Рокот 25 декабря 2013, 23 мая 2014 и 31 марта 2015 года. Спутник-носитель Космос-2519 был запущен 23 июня 2017 года в 18:04 UTC с космодрома Плесецк ракетой-носителем легкого класса «Союз-2.1в». Спутник «Космос-2519» доставил на орбиту спутник-инспектор «Космос-2521» и спутник «Космос-2523», каждый из которых имеет баки для топлива и двигатели разработки ОКБ «Факел». Спутник Космос-2519 был создан на базе унифицированной мультифункциональной космической платформы, разработан и изготовлен АО «НПО Лавочкина».
Специалисты Пентагона предполагают, что спутники программы «Нивелир» имеют военное назначение. И являются частью программы развития российского космического вооружения.
Спутники программы располагают широким спектором возможностей, среди которых, удалённое наблюдение за другим спутником или объектом на орбите, наблюдение Земли, возможность сближения и контакта с объектом на орбите, изменение орбиты, диагностика неисправностей, фотосъёмки.

## История

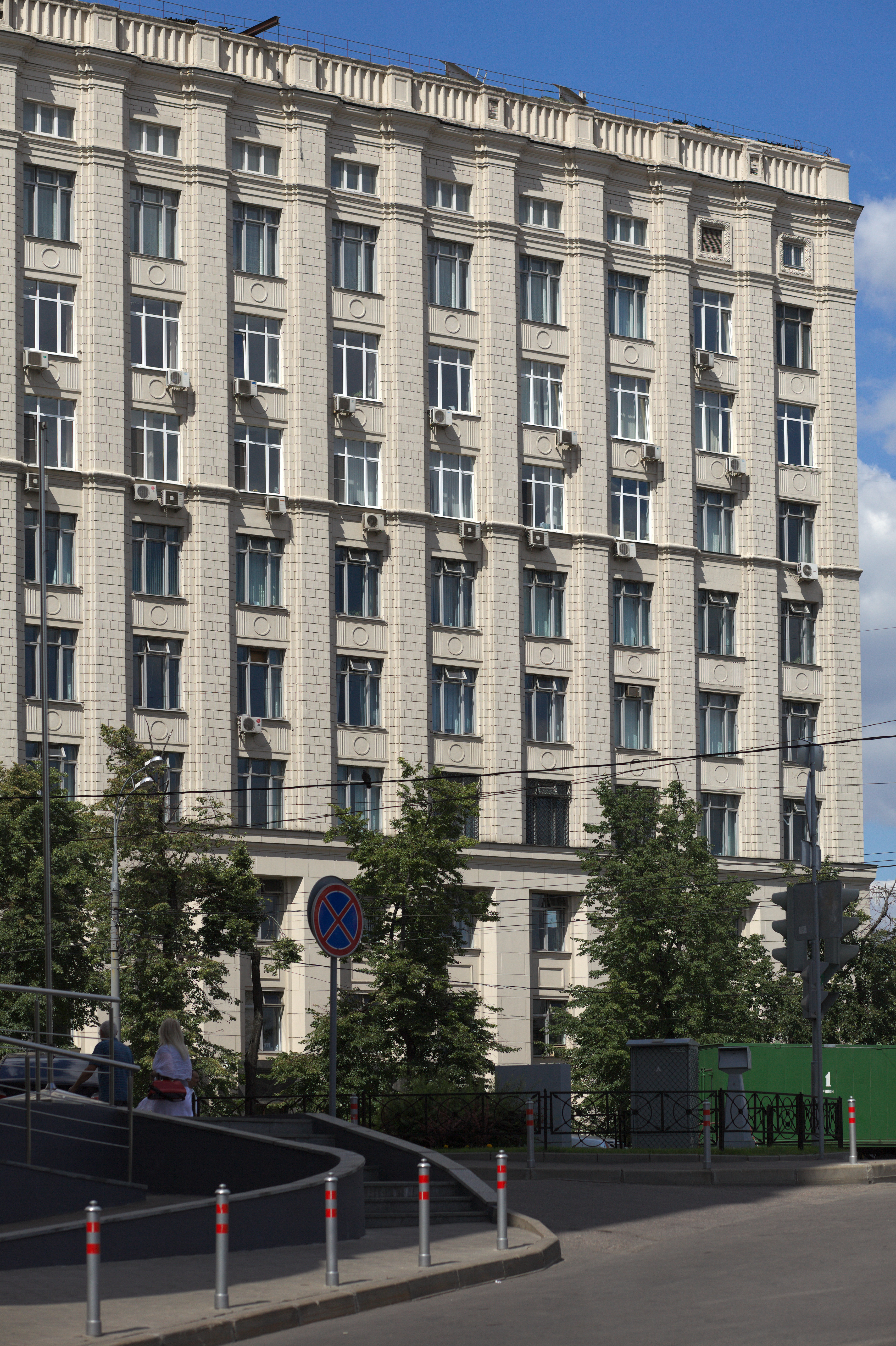
Минэкономразвития России

Проект берёт своё начало 30 сентября 2011 года, когда ЦНИИХМ получил контракт на работу от Государственного научно-технического центра «Гарант». Центр «Гарант» создан в 1995 году и принадлежит Минэкономразвития России. Проект предусматривал запуск в космос системы спутников-инспекторов, способных подлетать к другим космическим аппаратам и осуществлять их ремонт, отключение или перехват данных. До 2021 года было запущено 4 спутника программы. Первые три, «Космос-2491», «Космос-2499» и «Космос-2504», были запущены в качестве попутчиков с тремя спутниками связи на ракете-носителе Рокот 25 декабря 2013, 23 мая 2014 и 31 марта 2015. Последние два вывел на орбиту «Бриз-КМ».

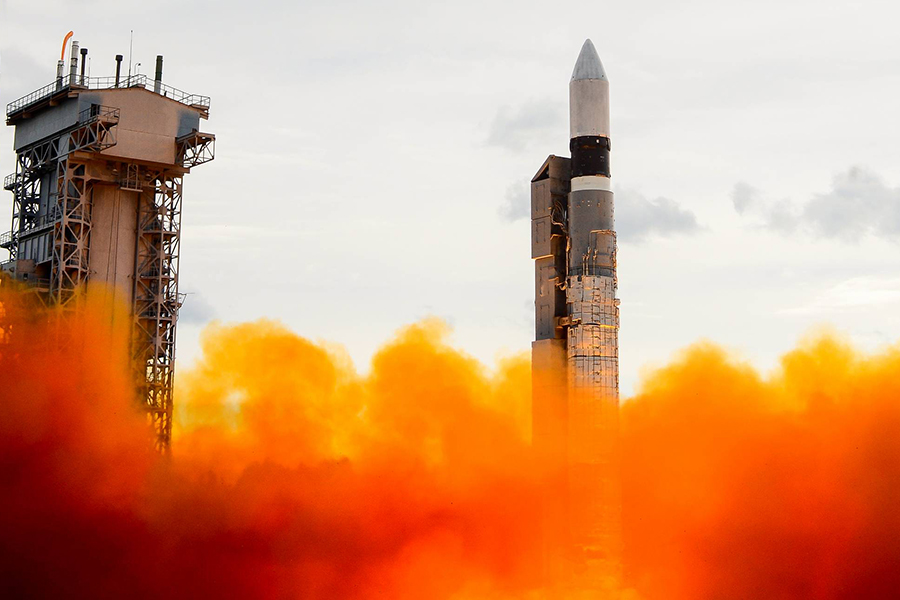
Рокот запуск от 2017 года

Спутник Космос-2519 был создан на базе унифицированной мультифункциональной космической платформы, разработан и изготовлен АО «НПО Лавочкина». Он являлся носителем спутников-инспекторов «Космос-2521» и спутника «Космос-2523». Баки для топлива и двигатели разработали в ОКБ «Факел».

Памятник на центральной площади города Ногинск-9

В 2015 году был заключен контракт на проектноизыскательские работы по проекту "Здания и сооружения объекта 3006-М, Ногинск-9 под размещение сегмента информационного обеспечения в рамках ОКР "Нивелир", ОКР "Буревестник", между Министерством обороны РФ и АО "31 ГПИСС". Для получения разрешения на строительство и ввода в эксплуатацию объектов. В 2019 году Минобороны РФ подало в суд на организацию, за невыполнение обязательств по контракту.
2 ноября 2016 ЦНИИХМ подписал контракт по проекту «Нивелир» с организацией НИИ «Феррит-Домен», согласно которому цель работ — испытание защитного покрытия. Однако известно, что НИИ «Феррит-Домен» производит радиопоглощающие материалы с использованием тонких плёнок гидрогенизированного углерода с ферромагнитными наночастицами. В пояснении указано, что материал служит для снижения радиовидимости, а также может поглощать излучение в оптической и инфракрасной областях спектра. Проект был назван «Нивелир-РП», где «РП» означает «радиопоглощающее покрытие».

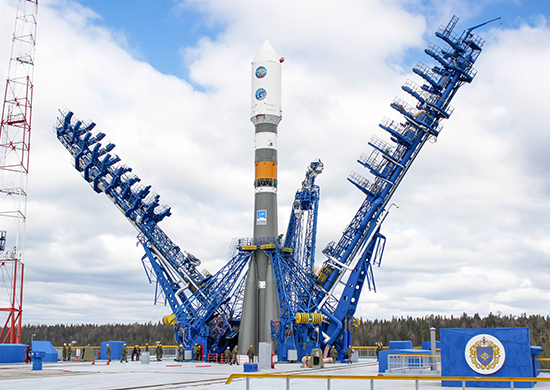
Союз-2.1в на космодроме Плесецк в 2017 году

30 октября 2017 года «Космос-2521» выпустил субспутник «Космос-2523», предназначенный для диагностики технического состояния российского спутника и определял, можно ли было вернуть его в рабочее состояние. Однако вскоре после отделения от «Космоса-2521» он опустил высоту орбиты примерно на 100 километров, и с тех пор не приближался ни к каким другим спутникам, что позволило предположить помощнику госсекретаря США по проверке контроля над вооружениями Илиму Поблету, что спутник, возможно, не использовался для официально заявленной цели.

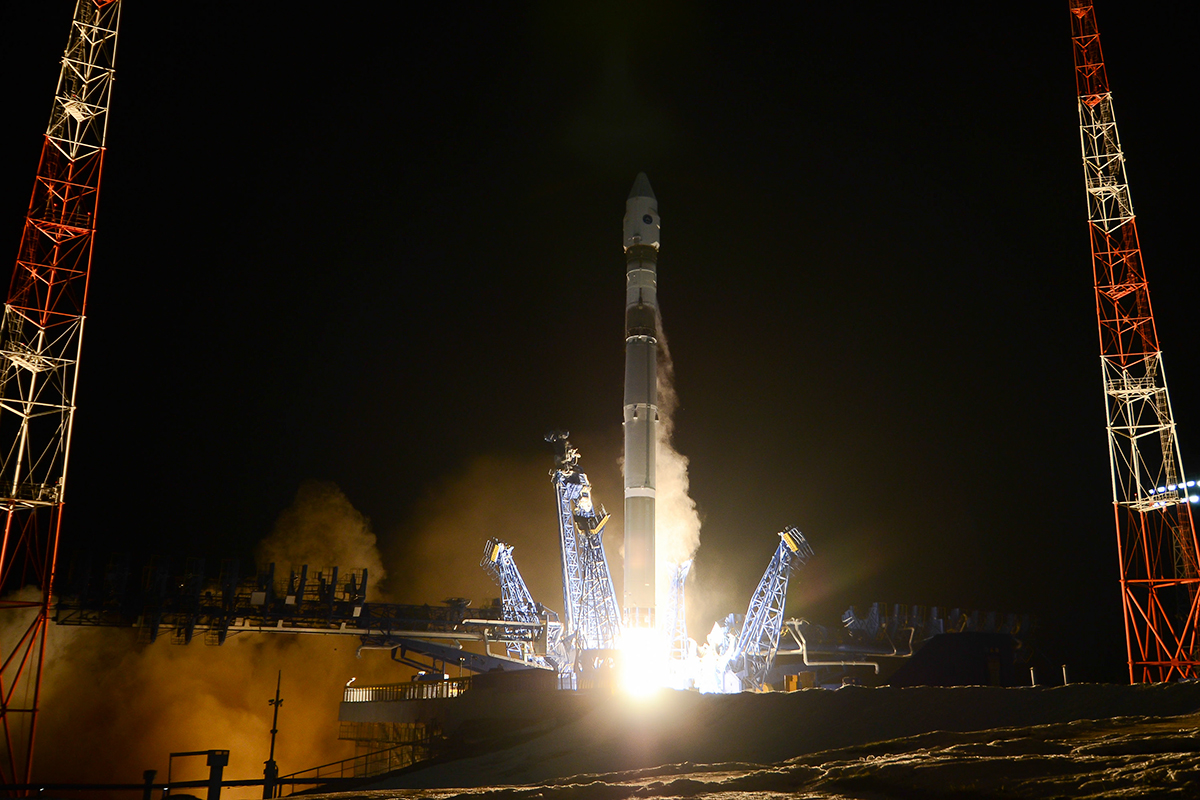
Запуск «Союз-2.1в» со спутником «Космос-2542»

В августе 2019 Минобороны России впервые признало существованип военной программы спутников-инспекторов. В июле того же года были запущены спутник «Космос-2535» и спутник Космос-2536. Спутник-инспектор провел орбитальное обслуживание другого военного спутника-регистратора. 25 ноября 2019 года в рамках проекта проведён запуск спутника «Космос-2542» с помощью ракеты «Союз-2.1в». Цель запуска — эксперимент по отделению малого космического аппарата от унифицированной многофункциональной космической платформы, чтобы продолжить проверку состояния российских спутников. 6 декабря было произведено отделение спутника-инспектора.

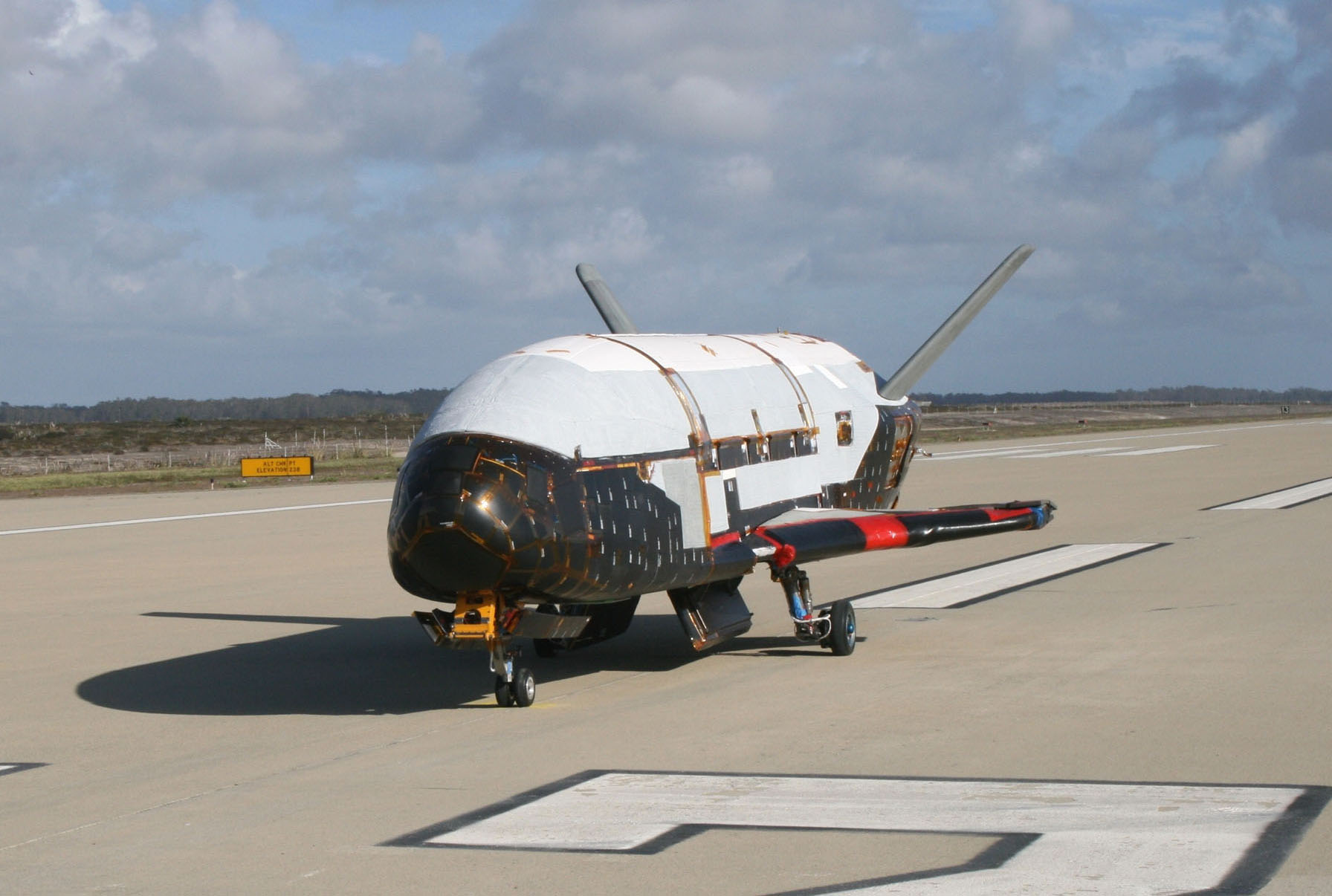
Boeing X-37

На базе проекта «Нивелир» разрабатывалась система «Буревестник», способная отслеживать на орбите множество быстро двигающихся объектов, в том числе высокоорбитальных, таких, как X-37B. В Пентагоне считают, что система предназначена для спутников США, не попадающих в зону действия «Нудоли», и говорят, что небольшой размер «Буревестника» делает его почти невидимым для систем наблюдения США.
Ещё одним общим у этих программ является то, что у них один общий наземный центр управления, расположенный в Ногинск-9, в 60 км к востоку от Москвы. В Ногинске-9 расположен 821-й главный центр разведки космической обстановки (ГЦ РКО) — штаб российской сети космического мониторинга, куда попадает и где обрабатывается вся информация из оптических и радиолокационных систем космического наблюдения российских спутников. Это место известно и тем, что во времена СССР было точкой расположения наземного центра управления для противоспутниковой орбитальной системы «Истребитель спутников».

## Пуски
«Космос-2491» был запущен 25 декабря 2013 выведен на орбиту ракето-носителем Рокот.
Спутник «Космос-2499» был запущен 23 мая 2014.
«Космос-2504» был запущен 31 марта 2015 года.
Спутник носитель Космос-2519 был запущен 23 июня 2017 года в 18:04 UTC с космодрома Плесецк ракетой-носителем легкого класса «Союз-2.1в».
10 июля 2019 были запущены спутники «Космос-2535» и спутник Космос-2536.
«Космос-2542» был запущен 25 ноября 2019 года.

## Применение спутников

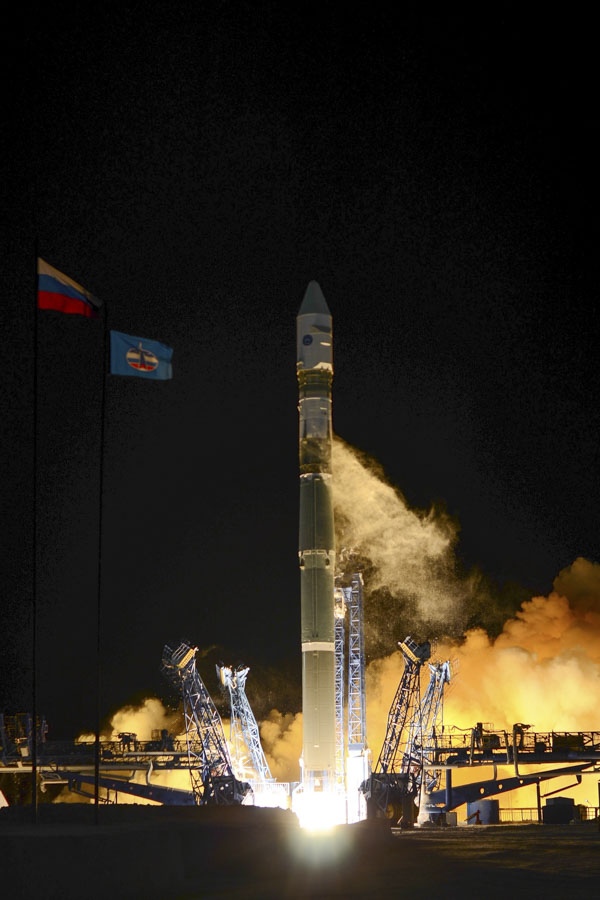
Запуск спутника «Космос-2504»

В декабре 2013 года на орбиту был выведен спутник «Космос-2491». О том что он из себя представляет и какое у него назначение было дано минимум информации, что породило волну спекуляций. И интерес среди любителей астрономов, решивших отслеживать его перемщения.
Специалисты портала Project Space Track ВВС США, сообщили, что на высоте от 1329 до 1699 км были замечены десять фрагментов, которым присвоили номера 44912-44913 и 44987-44994, они предположительно являются остатками военного спутника «Космос-2491».

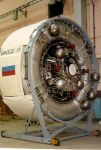
Бриз-КМ

«Космос-2499» был запущен 23 мая 2014 года, вместе с тройкой спутников связи Минобороны. О его запуске прессе не сообщалось. Спутник активно маневрировал на скорости около 190 м/с, за несколько месяцев приблизившись к разгонному блоку Бриз-КМ, который вывел его на орбиту, на расстояние менее 3 километров и пройдя мимо него на малой относительной скорости менее 10 м/с. В конце 2014 года американские военные переквалифицировали спутник из космического мусора в полезную нагрузку. Спутник был взят под пристальное наблюдение, так как по их мнению, вёл себя странно. Ему было присвоено имя 2014-28Е и номер 39765 по классификации NORAD. Российские специалисты сообщили, что речь идёт о мини-спутнике, массой до 50 килограммов. Эспериментальном аппарате, на котором отрабатывается технология. Малые размеры и большой объём манёвров позволили специалистам предположить, что у спутника ионный двигатель. Иностранные журналисты предположили, что речь идёт о спутнике-убийце.

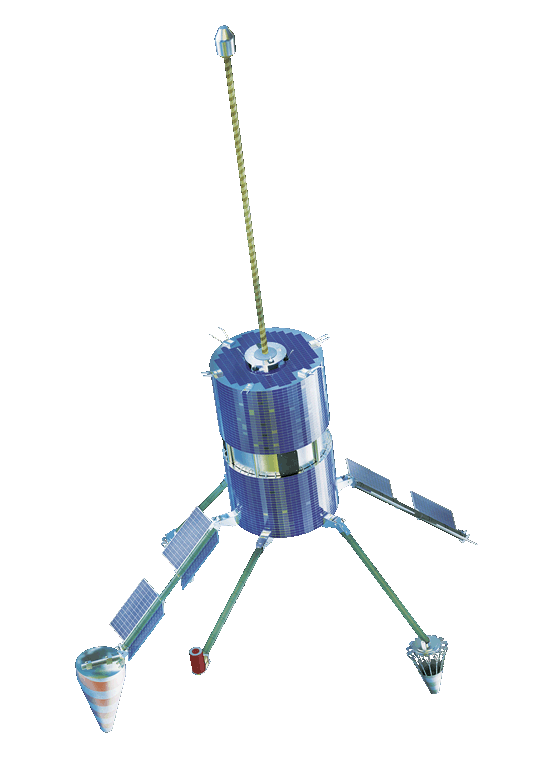
Гонец-М

«Космос-2504» спутник был выведен на орбиту 31 марта 2015 года вместе с тремя спутниками Гонец-М. По словам американских военных спутник совершил 11 манёвров возле разгонного бока Бриз-М который воводил его на орбиту и поднял его орбиту на более высокую. В 2017 году спутник пролетел в километре от остатков спутника, уничтоженного в 2007 году китайской противоспутниковой ракетой

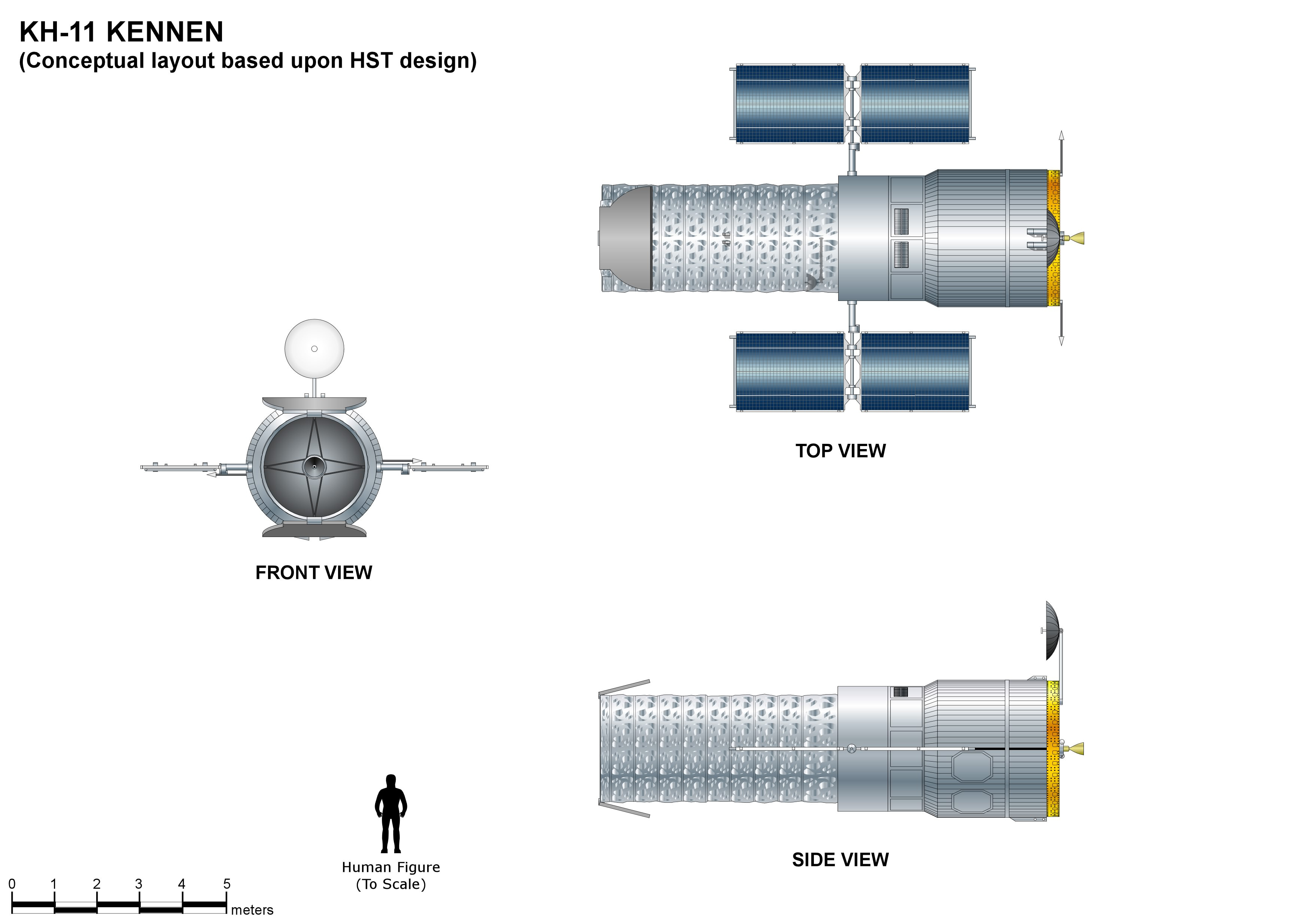
Разведовательный спутник США «USA-245»

25 ноября 2019 года с космодрома Плесецк был запущен спутник «Космос-2542». Согласно его описанию спутник был преднозначен для дистанционного зондирования земли, мониторинга других объектов на орбите и наблюдения за отечественными спутниками. Через одиннадцать дней полёта, он выбросил ещё один спутник, названный «Космос-2543». Который позднее сам выбросил объект на высокой скорости предположительно спутник. В декабре спутник «Космос-2542» занял орбиту над американским спутником-шпионом «USA-245». 2 августа «Космос-2542» прошёл на расстоянии 34 км от «USA-245», а 13 августа — на расстоянии 53 км. Американские военные выразили обеспокоенность тем, что российский спутник преследует спутник-разведчик США.

## Реакция на программу
Внимание американских военных к российским спутникам программы, высказывание отдельных частных лиц, привели к ряду публикаций в иностранных и российских СМИ. Так в английской прессе спутнику «Космос-2499» дали прозвище KAMIKAZE (Камикадзе). А в Минобороны России назвали «Ломом». По мнению английского аналитика Дэвида Тода, спутник имеет признаки противоспутникового оружия. Он считает, что космические аппараты, представляющие собой противоспутниковое оружие, способны посещать много спутников на своём пути и незаметно наносить ущерб. Диверсия может заключатся в том, что аппарат отключает солнечные панели спутников роботизированной рукой-манипулятором или же устраивает небольшие взрывы. По мнению аналитика, вероятно, что "Космос-2499" отключает солнечные батареи вражеских спутников, поскольку такая стратегия создаёт минимум шума и позволяет диверсанту долгое время оставаться незамеченным. Но не все специалисты разделяют эту точку зрения. Однако некоторые специалисты посчитали появление этого спутника возраждением советской программы «Истребитель спутников», свёрнутой по договору в начале 90-х годов после распада СССР. Наблюдение за спутником российскими астрономами любителями показало, что он может подниматься до орбиты 1500 км.
Американские военные предполагают, что спутник «Космос-2504» названный «Луч», также является противоспутниковым оружием. Его столкновение с разгонным блоком и изменением траектории движения последнего, сильно взволновало военных. Генерал в отставке Уильям Шелтон, бывший командующий космическим командованием ВВС США, сказал следующее - «Вы можете иметь на орбите что-то, что во всех смыслах и целях выглядит как спутник связи, хотя на самом деле это также оружие».
| «                                                   | Я склоняюсь к варианту с аварией в результате столкновения, так как предполагаю, что аппарат не функционировал в течение нескольких лет | » |
| — Джонатан Макдауэлл Гарвард-Смитсоновский институт | |   |

Скудные данные по спутнику «Космос-2491» и тот факт, что на орбите были найдены его останки, привели к мнению, что спутник был уничтожен самоподрывом или попал в аварию. Так по мнению астронома Гарвард-Смитсоновского института Джонатана Макдауэлла, причиной разрушения аппарата могло быть преднамеренное уничтожение, неполадки с батареей или случайное столкновение с летающими в космосе обломками.
По мнению военного обозревателя Александра Степанова спутник Космос-2499, может быть частью «Системы предупреждения о ракетном нападении». Спутники «Космос-2491» и Космос-2499 считались космическим мусором, пока Россия не подала в ООН извещение.
В декабре 2014 года глава Роскосмоса Олег Остапенко заявил, что  «Космос-2491» и «Космос-2499» не являются убийцами спутников.
В феврале 2020 года МИД России ответил на обвинения в преследовании российским спутником «Космос-2542» американского спутника-шпиона «USA-245». USA 245 спутник американской разведки длиной почти 20 метров и весом 13 тонн, известном космическим экспертам, как KH-11. Его прозвище «Замочная скважина» из-за способности делать снимки с разрешением 15 см. Мид России заявил, что российский спутник не угрожает американскому и не нарушает нормы международного законодательства. Спутник «Космос-2542» был запущен в 2019 году в ходе работы на орбите от него отделился спутник «Космос-2543» от которого позднее отделился ещё один спутник. Кристофер Форд один из руководителей Агентства США по контролю над вооружениями, утверждает, что несмотря на заверения российской стороны в том, что это был небольшой космический аппарат для осмотра спутников, на самом деле по его мнению третий спутник был выпущенным снарядом.
| «                                                                           | В ближайшие пять лет США будут выводить на околоземную орбиту космические аппараты многоразового использования X-37B, которые способны нести оружие для поражения наземных целей. Соответственно, Россия развивает аналогичные технологии, чтобы нейтрализовать их технологический рывок. К моменту размещения американцами ракет в космосе у нас появятся возможности обнулить их, то есть мы действуем в русле прогнозов военно-технической политики США | » |
| — Игорь Коротченко главный редактор журнала «Национальная оборона» 2021 год | |   |

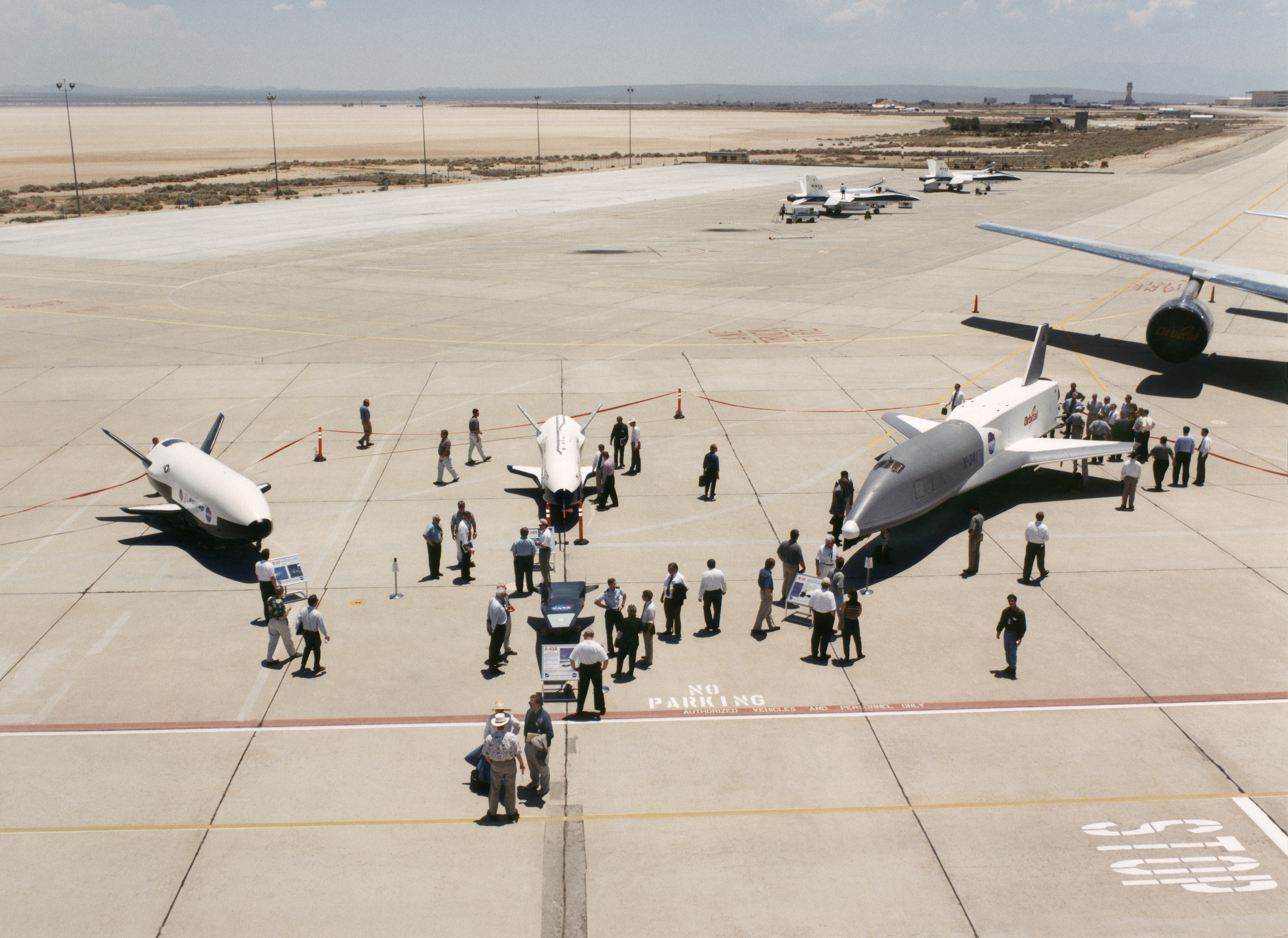
Boeing X-37, Boeing X-40A, MicroCraft X-43 2000 год

Ещё в 2017 году было известно, что несмотря на обеспокоенность США появлением у России спутников-инспекторов, их обвинения в преследовании и шпионаже, США давно располагает своими спутниками-инспекторами, такими как X-37B, как и Китай, предлагавший вместе с Россией подписать США обновлённый проект договора о предотвращении размещения оружия в космосе, представленном Россией и Китаем. По мнению помощника госсекретаря США по проверке контроля над вооружениями Илиму Поблет, предложенный Китаем и Россией проект договора нельзя считать подходящим механизмом, чтобы достичь безопасности, стабильности и жизнеустойчивости космоса. В 2020 году секретарь ВВС США Барбара Барретт обнародовала подробности планов военных провести ряд экспериментов с помощью X-37B, в том числе проверку возможности преобразования солнечной энергии в радиочастотное микроволновое излучение, которое, в свою очередь, может быть передано на Землю в виде электроэнергии. Кроме того, будет развёрнут небольшой спутник FalconSat-8, разработанный Академией ВВС для испытаний инновационной электромагнитной силовой установки.